# Nesvačilka
Nesvačilka (deutsch Neudorf) ist eine Gemeinde in Tschechien. Sie liegt 18 Kilometer südöstlich des Stadtzentrums von Brno und gehört zum Okres Brno-venkov.

## Geographie
Nesvačilka befindet sich am Fuße der Ausläufer des Steinitzer Waldes in der Thaya-Schwarza-Talsenke. Das Dorf liegt am rechten Ufer des Baches Nesvačilka oberhalb seiner Einmündung in den Hranečnický potok (Borkovanský potok). Südöstlich erhebt sich die Klínky (221 m) und nordwestlich der Vinohrádky (218 m). Gegen Nordosten liegen die Brunnen des Bitterwassers Šaratica.
Nachbarorte sind Šternov, Újezd u Brna und Rychmanov im Norden, Šaratice und Otnice im Nordosten, Lovčičky, Šinkovický Dvůr und Bošovice im Südosten, Těšany im Süden, Moutnice im Südwesten, Jalovisko und Albrechov im Westen sowie Měnín, Žatčany und Třebomyslice im Nordwesten.

## Geschichte
In der Umgebung des Dorfes befand sich der in den Jahren 1550 bis 1552 angelegte Fischteich Nesvačil. Alte Überlieferungen berichten, dass an der Stelle des Dorfes früher eine Ausspannwirtschaft Nesvačilka gestanden sein soll. Die Gründung von Neudorf erfolgte am 29. November 1715 durch die Güterverwaltung des Bistums Brünn in Nennowitz. Dabei wurde ein zur bischöflichen Herrschaft Chirlitz gehöriger Herrenhof parzelliert und ein aus 20 Familiantenhäusern bestehendes Straßendorf angelegt. Der tschechische Name Nová Ves wurde von den Bewohnern kaum verwendet. Die Einheimischen nannten ihr Dorf zunächst Nová Dědina und schließlich Nesvačilky. Während der Schlacht bei Austerlitz lag Nesvačilka 1805 am südwestlichen Rande des Schlachtfeldes.
Nach der Aufhebung der Patrimonialherrschaften bildete Nesvačilky ab 1850 eine Gemeinde in der Bezirkshauptmannschaft Auspitz. Seit dem Ende des 19. Jahrhunderts führt die Gemeinde den Namen Nesvačilka. 1948 wurde Nesvačilka dem neuen Okres Židlochovice zugeordnet. Seit dessen Aufhebung im Jahre 1961 gehört Nesvačilka zum Okres Brno-venkov. Zwischen 1976 und 1989 war Nesvačilka nach Těšany eingemeindet. Seit 1991 besteht die Gemeinde Nesvačilka wieder. Die meisten Bewohner des Dorfes arbeiten heute in Brno, lediglich 10 der Einwohner sind noch in der Landwirtschaft tätig. Nesvačilka besteht heute aus 112 Wohnhäusern. Gepfarrt ist das Dorf nach Moutnice.

## Gemeindegliederung
Für die Gemeinde Nesvačilka sind keine Ortsteile ausgewiesen.

## Sehenswürdigkeiten
- Kapelle der Jungfrau Maria, erbaut 1816